# San Antonio (Veraguas)
San Antonio es un corregimiento del distrito de Atalaya en la provincia de Veraguas, República de Panamá. La localidad tiene 2.966 habitantes (2010).